# Alken
Alken belga település Limburg tartomány Tongeren járásában található. A település lakossága 2010-ben 11200 fő volt, népsűrűsége 392 fő/km².

## Története
Alken első ízben 1066-ban bukkant fel az írásos forrásokban Alleche néven. 1180-tól használták hivatalosan az Alken megnevezést, bár a helyiek gyakran ma is Alleke néven emlegetik településüket. Alken 1794-ig a Liège-i Püspökség enklávéja volt, a Looni Grófság területébe ékelődve. A liège-i püspök-hercegek közül soknak volt vidéki nyaralója Alkenben.
A település neve az óholland Ale/Al/Ala szóból ered, amely patakon vagy vízfolyást jelent. A Herk folyó ma is a település területén keresztül folyik.
Alkennek nincs igazi városközpontja, a település lényegében három magból vagy körzetből áll: Alken-Centrum közelében található két másik lakóövezet, Sint-Joris és Terkoest.
Alken-Centrum a település keleti részén, Hasselt és Wellen között található. Ez a legrégibb az Alkent alkotó városmagok közül. Itt található a városháza, a felnőttképző iskola és a Szt. Aldegondisnak szentelt templom is.

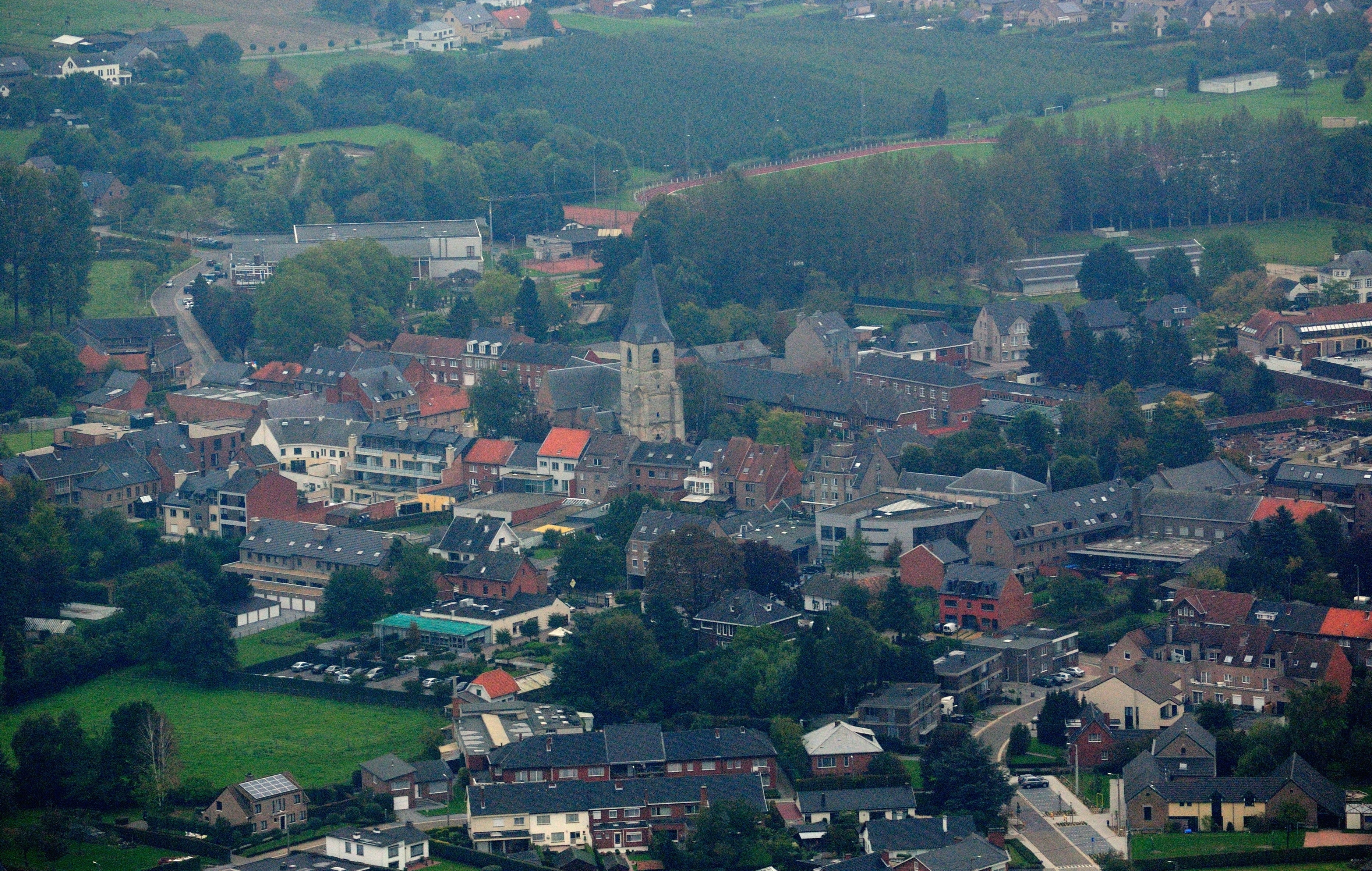
Alken-Centrum madártávlatból
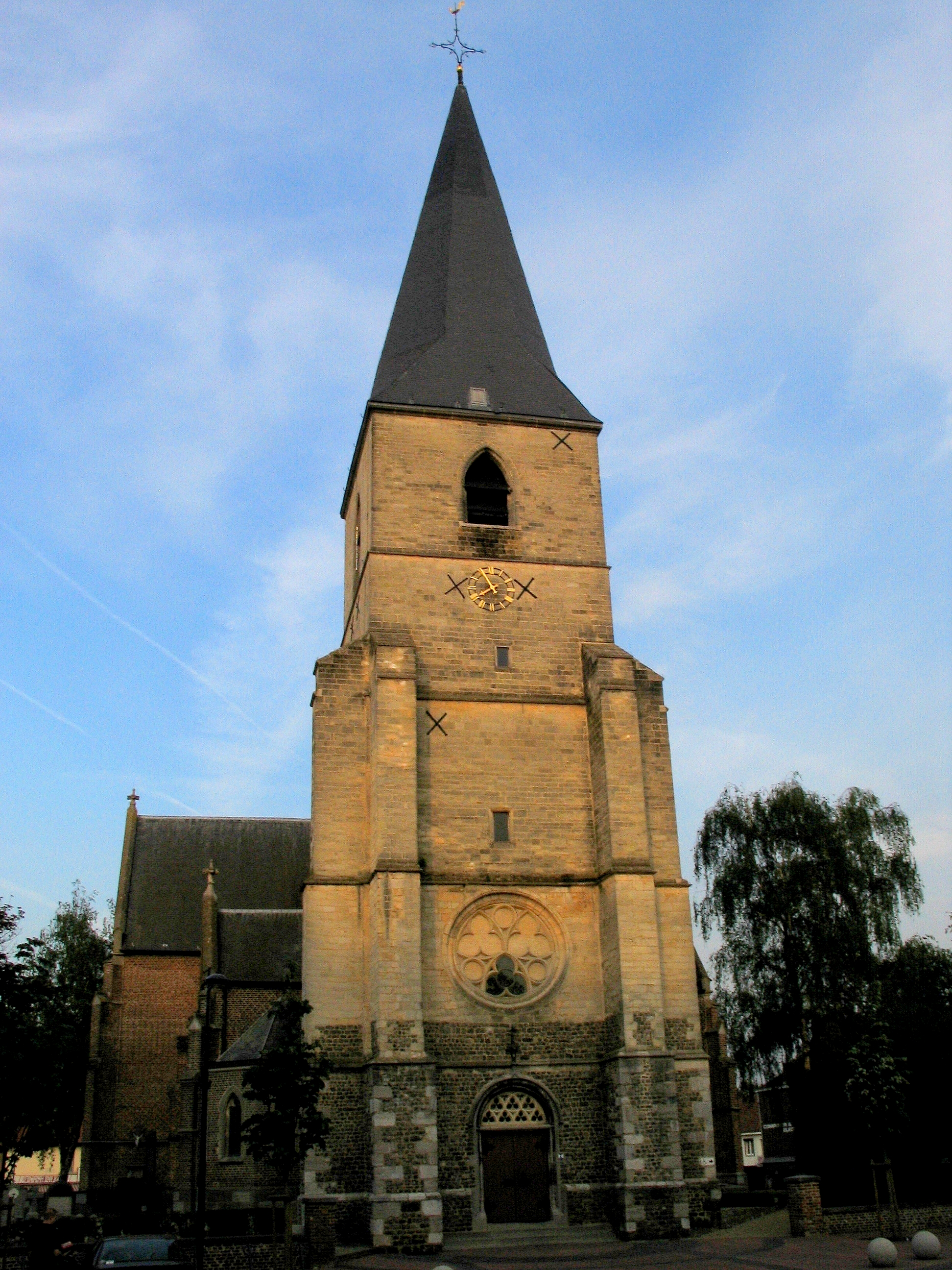
A Szt. Aldegondis-templom
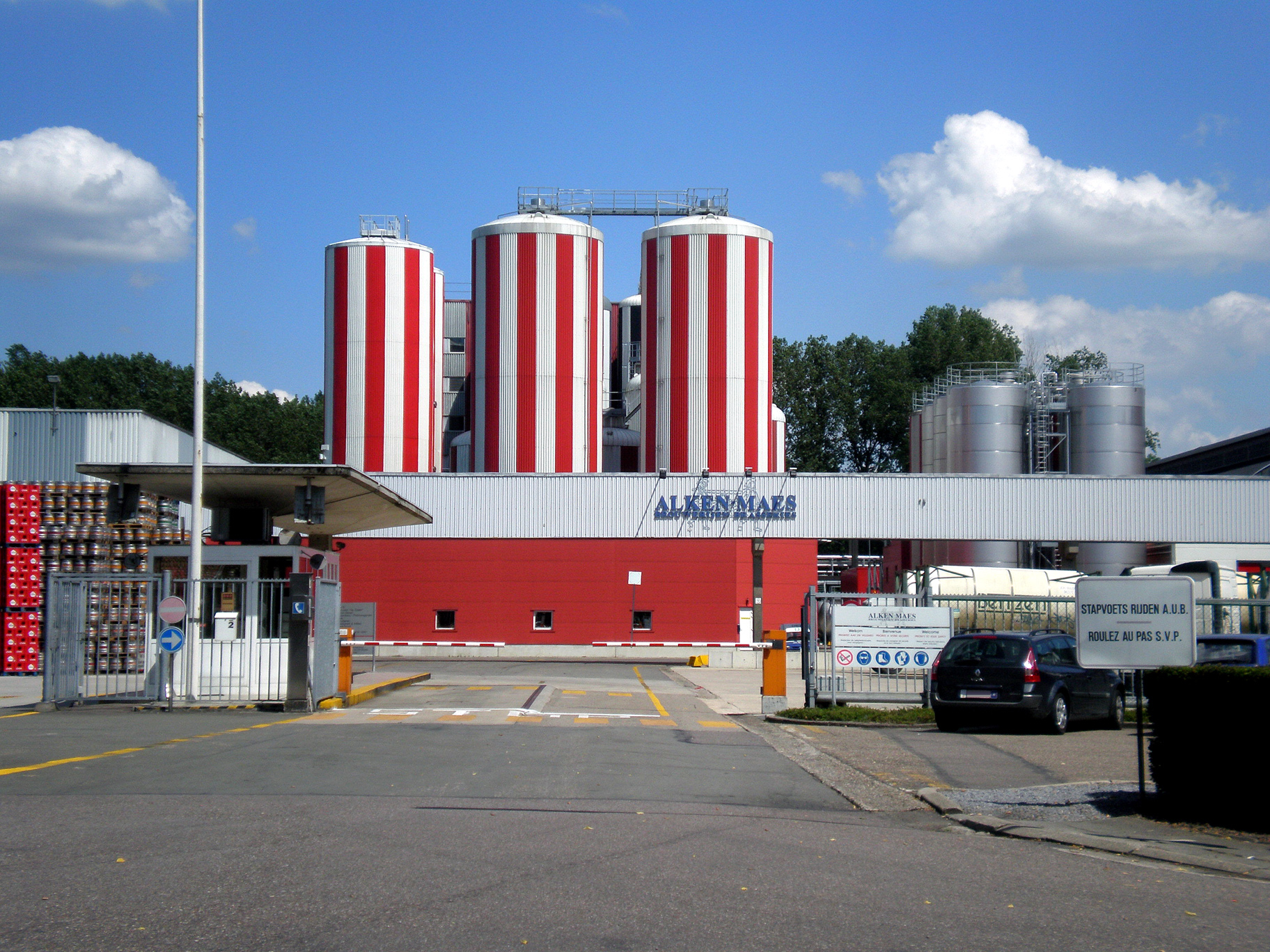
Az AlkenMaes sörfőzde épülete (malátaelőkészítő tornyok)
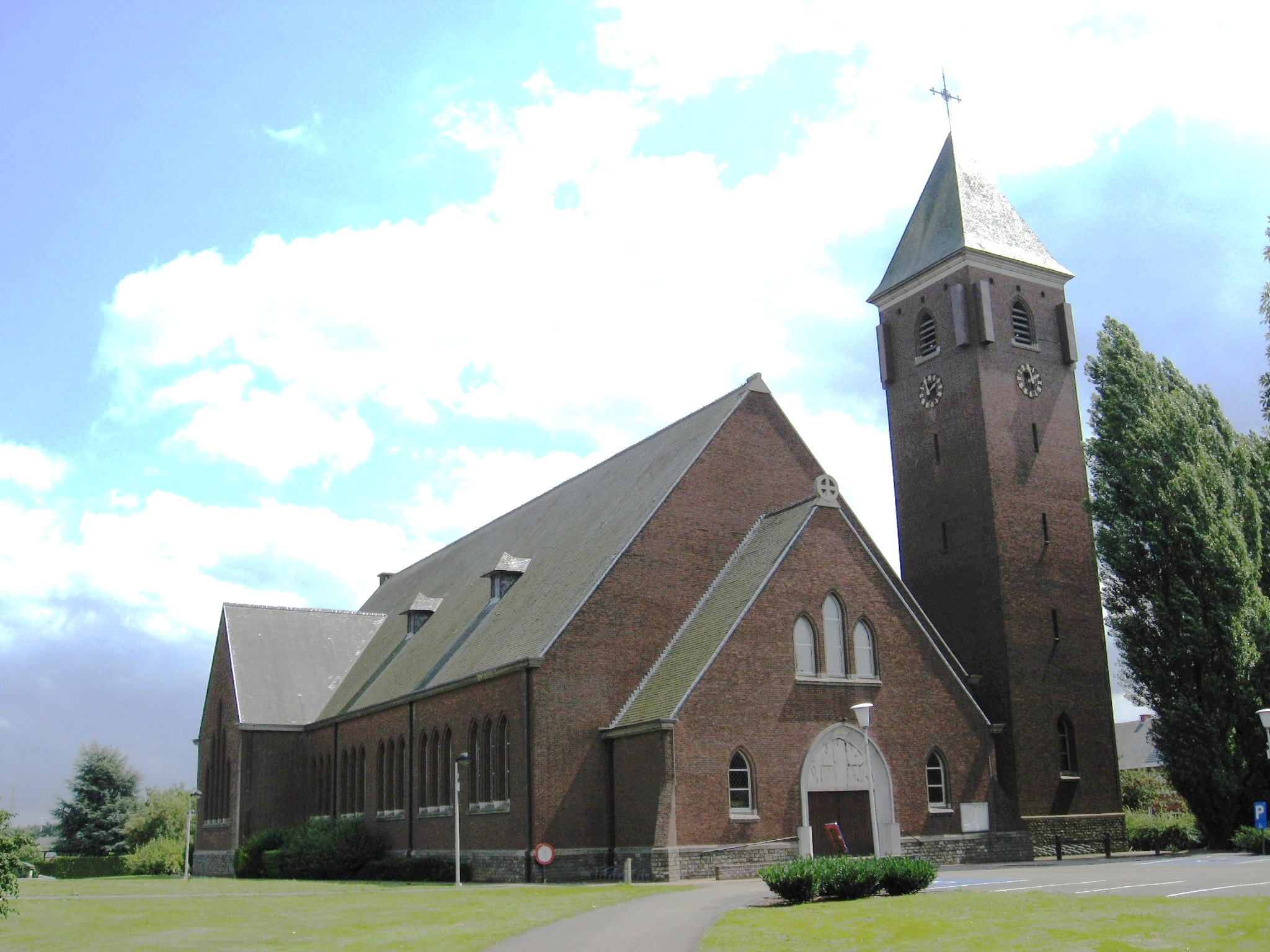
A Sint-Joris templom

Sint-Joris Alken-Centrumtól délre található, Sint-Truiden és Nieuwerkerken között. Neve a település védőszentjétől, Szent Joristól származik. Terkoest a település északnyugati részén, Hasselt és Nieuwerkerken között található.
Az alkeni vasútállomás köré is kinőtt egy kis városmag, bár ez inkább csak pár lakóházból áll. Az állomást egy időben bezárták, de ma ismét üzemel. A helyi iskola viszont, a tanulók hiánya miatt, nem működik.

## Nevezetességek

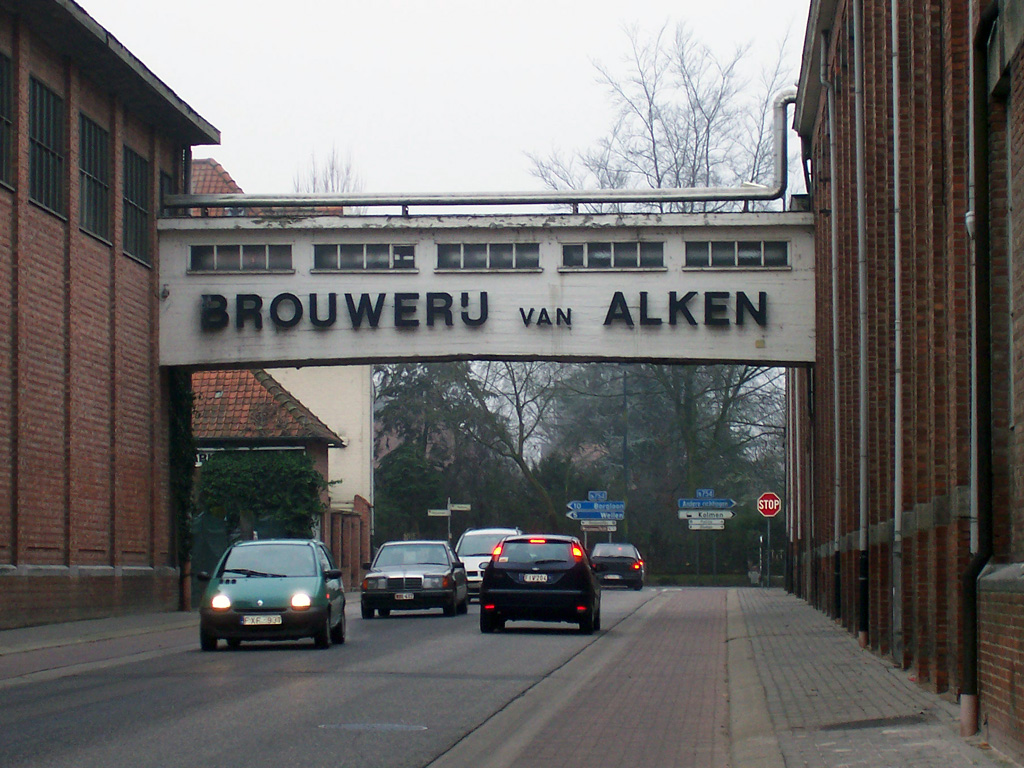
A Brouwerij Alken, azaz az alkeni sörfőzde

### Sörfőzés Alkenben
Alken legnagyobb nevezetessége, a helyiek büszkesége és legfőbb megélhetési forrása a helyi sörfőzde, a Brouwerij Alken, amelynek legfőbb terméke a Cristal Alken sör. A sörfőzde 1988-ban olvadt össze a Brouwerij Maes sörfőzdével, majd az egészet 2008-ban megvette a Heineken.
A településbe beérve nem is lehet eltéveszteni a sörfőzde impozáns épületét. 1928 májusában itt kezdődött a Cristal sör története. Ebben az időszakban csak nagyon kevés belga sörfőzde volt képes alsó erjesztésű sör előállítására, ezért a Cristal, amit ilyen technikával állítottak elő, szinte forradalminak számított. A sörfőzdét akkoriban vezető és az újítást kifejlesztő Indekeu család ezzel megalapozta a ma ismert és kedvelt belga típusú sörök előállítását.
Minden év első vasárnapján ünneplik a sör ünnepét Alkenben, amelyen a település vezetése vendégül látja a helyieket. Minden második évben az alkeniek együtt ünnepelnek a német és dán Alken települések lakóival.

### Egyéb látnivalók
Alkenben emellett számos védett templom, kastély és kápolna található, utóbbiak közül legnevezetesebb a Szt. György-kápolna.
A helyiek kikapcsolódását szolgálja a Herk folyó két ága között található "De Alk" kirándulópark. A Mombeek völgyében kijelölt és néhány helyen kiépített túrautak találhatók. A település és a környék történelmét, hagyományait a Museum Zoe was Alleke ("Ilyen volt Alleke múzeum") mutatja be.

## Címer
Alken városa 1981-ben kapott jogot saját címer használatára. A címer Szent Aldegonist ábrázolja vörös háttéren. A bencés apácák ruhájába öltözött szent feje fele felett egy ezüst galamb tart egy ezüst szalagot, jobb kezében egy könyvet, bal kezében egy pásztorbotot tart.
A Sint-Aldegondislaan utcán áll a 7. században élt szent kápolnája, minden év január 30. tartják ünnepnapját.

## Híres emberek
Híres alkeniek:
- Jerome Mellemans, a KV Mechelen labdarúgócsapat játékosa
- Guy Nulens, kerékpárversenyző, 15-ször vett részt a Tour de France-on (legjobb eredménye egy 22. helyezés volt).
- Patrick Snijers, rallyversenyző